# Дворець (Вілейський район, Іжська сільська рада)
Дворець (біл. вёска Дворець) — село в складі Вілейського району Мінської області, Білорусь. Село підпорядковане Іжовській сільській раді, розташоване в північній частині області.

## Історія
У 1921–1945 роках застінок знаходилось у Польщі, у Вільнюськім воєводстві, Вілейського повіту, у гміні Ілля, з 1932 у гміні Войстом.

## Населення
- 1921 рік — 130 людини, 22 будинків[1].
- 1931 рік — 127 людини, 24 будинків[2].